# Eric Roth
Eric Roth (nacido el 22 de marzo de 1945) es un guionista estadounidense. 
Ganó el premio Óscar a Mejor guion adaptado por su trabajo en Forrest Gump (1994). Fue coautor del guion de la película de Michael Mann The Insider (1999) y de la de Steven Spielberg Múnich (2005). Máster en Bellas Artes por la UCLA Film School.

## Filmografía selecta
- Here (2024)[1]
- Los asesinos de la luna (2023)
- Dune (2021)[2]
- A Star Is Born (2018)
- Extremely Loud and Incredibly Close (2011)
- Shantaram (2007)
- El Curioso Caso de Benjamin Button (2007)
- Lucky You (2006)
- El buen pastor (2006)
- Múnich (2005)
- Ali (2001)
- The Insider (1999)
- The Horse Whisperer (1998)
- The Postman (1997)
- Forrest Gump (1994)
- Suspect (1987)
- Wolfen (1981)

## Premios y nominaciones

### Premios Óscar
| Año  | Categoría            | Película                           | Resultado |
| ---- | -------------------- | ---------------------------------- | --------- |
| 1995 | Mejor guion adaptado | Forrest Gump                       | Ganador   |
| 2000 | Mejor guion adaptado | The Insider                        | Nominado  |
| 2006 | Mejor guion adaptado | Múnich                             | Nominado  |
| 2009 | Mejor guion adaptado | El curioso caso de Benjamin Button | Nominado  |
| 2019 | Mejor guion adaptado | Nace una estrella                  | Nominado  |
| 2021 | Mejor película       | MANK                               | Nominado  |
| 2022 | Mejor guion adaptado | Dune                               | Nominado  |

### Premios de la Sociedad Internacional de Cinéfilos
| Año  | Categoría            | Película                | Resultado | Ref.  |
| ---- | -------------------- | ----------------------- | --------- | ----- |
| 2024 | Mejor guion adaptado | Los asesinos de la luna | Pendiente | [ 8 ] |